# Almaș-Săliște
Almaș-Săliște – wieś w Rumunii, w okręgu Hunedoara, w gminie Zam. W 2011 roku liczyła 125 mieszkańców.